# ثيودور الأول
ثيودور الأول هو البابا رقم 73 في قائمة باباوات الكنيسة الكاثوليكية من 24 نوفمبر 642 إلى 14 مايو 649. وقد ولد في القدس لأسرة من أصول يونانية حيث حكم 6 سنوات و171 يوم، حرم بعض الهراطقة ومنهم أسقف القسطنطينية بسبب المجادلات حول مذهب المشيئة الواحدة، وقد أنشأ الإمبراطور كونستانس الثاني مرسوماً باسم «قانون الإيمان» يمنع كل نقاش بموجب مرسومه.